# La Nativité du Seigneur (Olivier Messiaen)
Pour les articles homonymes, voir Nativité (homonymie).

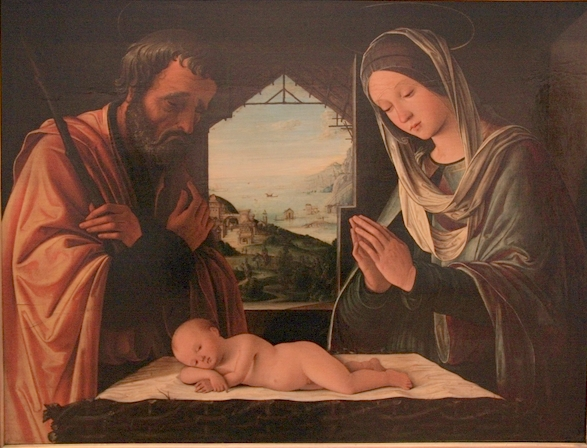
La Nativité du Seigneur de L.Costa, v.1490

La Nativité du Seigneur  est une œuvre musicale pour orgue, écrite par Olivier Messiaen à Grenoble, en 1935 à l'âge de 27 ans.

## Description
Des dires mêmes du compositeur, elle a été inspirée par les montagnes toutes proches, du moins pour les quatrième et dernière pièces.
Elle est composée de neuf pièces (neuf « méditations »), et dure un peu moins d'une heure.
- La Vierge et l'Enfant
- Les Bergers
- Desseins éternels
- Le Verbe
- Les Enfants de Dieu
- Les Anges
- Jésus accepte la souffrance
- Les Mages
- Dieu parmi nous

Dans la préface de la partition, Olivier Messiaen écrit : 
« Destinée au temps de Noël, cette œuvre repose sur cinq idées principales :
1. Notre prédestination réalisée par l'Incarnation du Verbe (no 3, Desseins éternels)
2. Dieu vivant au milieu de nous (no 9, Dieu parmi nous), Dieu souffrant (no 7, Jésus accepte la souffrance)
3. Les trois naissances: éternelle du Verbe (no 4, Le Verbe), temporelle du Christ (no 1, La Vierge et l'Enfant), spirituelle des Chrétiens (no 5, Les Enfants de Dieu)
4. Description de quelques personnages donnant aux fêtes de Noël et de l'Épiphanie une poésie particulière: Les Anges, les Bergers, Les Mages
5. Neuf pièces en tout pour honorer la maternité de la Sainte Vierge »
Comme l'indique le compositeur en note dans la partition, il a cherché « l'émotion et la sincérité d'abord. Mais transmises à l'auditeur par des moyens sûrs et clairs ». Messiaen y utilise abondamment les éléments de son langage musical habituel, en particulier les modes à transposition limitée. Cette œuvre est à ce jour la plus fréquemment jouée et enregistrée du compositeur. Bien qu'il reconnaisse que "La Nativité, avec ses rythmes indous, constituait un grand changement dans la musique d'orgue à une époque où Franck représentait le summum du modernisme", il considérait que sa notoriété n'était pas méritée.
La première audition de cette œuvre a eu lieu à Paris à l'orgue de la Trinité le 27 février 1936 par trois jeunes organistes amis du compositeur : Daniel-Lesur (nos 1–3), Jean Langlais (nos 4–6) et Jean-Jacques Grünenwald (nos 7–9).

## Discographie
- La Nativité du Seigneur, Le Banquet Céleste, Apparition de l'Église éternelle. Calliope, 1972 par Louis Thiry sur l'orgue Metzler de la Cathédrale Saint-Pierre de Genève.
- La Nativité du Seigneur, Le Banquet Céleste, Apparition de l'Église éternelle, par Jennifer Bate aux grandes orgues de la Cathédrale Saint-Pierre de Beauvais. Unicorn-Kanchana, 1980
- Œuvres complètes pour orgue, par Olivier Latry aux grandes orgues de la Cathédrale Notre-Dame de Paris, Deutsche Grammophon, 2002, disque 1.
- Olivier Messiaen par Pierre Pincemaille[2] - IFO 00318/19, (grand Orgue Bernard Dargassies de l'église Saint-Éloi de Dunkerque).